# 千葉市消防局
千葉市消防局（ちばししょうぼうきょく）は、千葉県千葉市の消防部局（消防本部）。政令指定都市の消防局として、特別高度救助隊（スーパーレスキュー千葉：SRC）や消防ヘリを配備する。

## 沿革
- 1948年
  - 7月27日　千葉市消防本部が設置される。
  - 11月20日　千葉市消防署が設置される。
- 1950年7月　救急業務を開始する。
- 1951年
  - 4月1日　消防音楽隊が発足する。
  - 6月1日　穴川出張所を開設する。
- 1952年11月15日　蘇我出張所を開設する。
- 1954年
  - 7月15日　幕張出張所を開設する。
  - 11月15日　消防本部・署庁舎が竣工し、移転する。
- 1960年3月31日　大森出張所を開設する。
- 1962年3月31日　西千葉出張所を開設する。
- 1963年8月1日　生浜出張所を開設する。
- 1964年6月26日　桜木出張所を開設する。
- 1966年10月　消防局警防課に特別救助隊を設置。
- 1967年
  - 3月14日　犢橋出張所を開設する。
  - 5月9日　大宮出張所を開設する。
- 1968年2月1日　水上出張所を開設し消防艇を配備する。
- 1969年
  - 1月1日　犢橋出張所を北消防署に、蘇我出張所を南消防署に昇格させ、千葉市消防署を中消防署に改称し、3署体制となる。
  - 5月23日　誉田出張所を開設する。
- 1970年
  - 1月1日
    - 消防本部の名称を千葉市消防局に改称する。
    - 全救急車にピーポーサイレンを取付け救急業務を開始する。

  - 4月1日　中消防署を中央消防署に改称する。
- 1971年
  - 3月17日　南消防署が新築移転する。旧南消防署を蘇我出張所に改称する。
  - 3月31日　千城台出張所を開設する。
  - 11月12日　畑出張所を開設する。
- 1973年
  - 3月28日　花見川出張所を開設する。
  - 7月1日　消防局庁舎を建設する。
- 1975年
  - 1月10日　水上出張所を臨港消防署に昇格させ、4署体制となる。
  - 1月　臨港消防署に特別救助隊を設置。
- 1976年
  - 1月　中央消防署に特別救助隊を設置。
  - 4月1日　都賀出張所を開設する。
- 1978年4月1日　高浜出張所を開設する。
- 1980年3月31日　泉出張所を開設する。
- 1981年3月31日　土気出張所を開設する。
- 1982年3月31日　真砂出張所を開設する。
- 1983年
  - 4月1日　千城台出張所を東消防署に昇格させ、5署体制となる。
  - 5月30日　越智出張所を開設する。
- 1984年3月31日　殿台出張所を開設する。
- 1987年5月1日　消防局に部制を導入する。
- 1990年4月1日　真砂出張所を美浜消防署に昇格させ、6署体制となる。
- 1992年
  - 4月1日
    - 政令指定都市移行に伴い、稲毛消防署・緑消防署を設置し、従来の臨港消防署を臨港出張所に、南消防署を宮崎出張所に改称し、1行政区1消防署体制を確立する。北消防署を花見川消防署に、東消防署を若葉消防署に改称する。穴川出張所を廃止する。緑消防署に特別救助隊設置。
    - 千葉市消防航空隊を発足させ、消防ヘリコプターを導入する。
- 1993年4月1日　打瀬出張所を開設する。
- 1994年4月1日　千葉市消防局ヘリポートの供用を開始する。
- 1995年1月　阪神・淡路大震災に対して指揮隊・特別救助隊・航空隊・人員輸送隊を派遣。
- 1998年4月1日　中央消防署・花見川消防署・若葉消防署に課制を導入する。
- 1999年
  - 1月24日　コロンビア共和国地震災害に対して、総務省消防庁に要請を受けて国際消防救助隊2名を国際緊急援助隊救助チームの一員として派遣。
  - 3月29日　消防局と中央消防署の新庁舎（愛称名：セーフティーちば）を建設する。
  - 9月　台湾の地震災害に国際消防救助隊3名を国際緊急援助隊救助チームの一員として派遣。
- 2000年4月1日　稲毛消防署・緑消防署・美浜消防署に課制を導入する。
- 2004年
  - 2月25日　モロッコ王国地震災害に国際消防救助隊員1名を派遣。
  - 3月22日　花見川消防署が新築移転する。
  - 10月23日　新潟県中越地震に対して緊急消防援助隊12隊43名を派遣。
  - 12月28日　スマトラ島沖地震災害に国際消防救助隊2名を国際緊急援助隊救助チームの一員として派遣。
- 2007年4月1日　緑消防署の特別救助隊を特別高度救助隊（スーパーレスキュー千葉：SRC）に､中央消防署の特別救助隊を高度救助隊にそれぞれ昇格させ運用開始。
- 2008年6月14日　岩手・宮城内陸地震に対して緊急消防援助隊4隊33名を派遣
- 2011年
  - 2月22日　ニュージーランドのカンタベリー地震に対してクライストチャーチに国際消防救助隊3名を派遣。
  - 3月11日　東北地方太平洋沖地震に伴う東日本大震災に対して緊急消防援助隊を岩手県陸前高田市や福島県福島市に派遣。3月11日から6月6日まで述べ359隊1265名の隊員が派遣された。また、千葉県石油コンビナート火災に消火活動に消防艇「まつかぜ」出動させた[1]。
  - 3月22日　若葉消防署が新築移転する。
- 2012年4月1日　中央消防署の高度救助隊を特別高度救助隊（スーパーレスキュー千葉：SRC）に昇格させる。
- 2013年
  - 3月1日　本市を含む20市町村（八千代市・柏市・我孫子市以東）の119番の受信および指揮・指令などを共同で運用する「千葉市ほか10市1町8一部事務組合消防指令事務協議会」の「ちば消防共同指令センター」を消防本部内に開設する[2]。
  - 4月1日　花見川消防署に特別救助隊を設置。
  - 10月16日　平成25年台風第26号に伴う伊豆大島土砂災害に対して緊急消防援助隊として特別高度救助隊や航空隊を派遣した[3]。10月16日から31日まで延べ41隊143人を派遣した[4]。
- 2014年
  - 4月1日　花見川消防署の特別救助隊が特別高度救助隊に[5]､美浜消防署の特別救助隊が高度救助隊にそれぞれ昇格し特別高度救助隊（スーパーレスキュー千葉：SRC）3隊・高度救助隊1隊・特別救助隊1隊の体制となる[6]。
- 2015年9月11日　平成27年9月関東・東北豪雨に伴う大規模水害に対して常総市に緊急消防援助隊として特別高度救助隊や航空隊を派遣した。
- 2021年4月1日　あすみが丘出張所を開設する。

【参考文献：平成26年度千葉市消防年報（千葉市消防局）】等

## 組織
- 本部
  - 総務部
    - 総務課
    - 人事課
    - 施設課
    - 消防学校

  - 警防部
    - 警防課
    - 救急課
    - 航空課
    - 指令課

  - 予防部
    - 予防課
    - 指導課
- 消防署（6消防署19出張所）
  - 中央消防署
    - 蘇我出張所
    - 宮崎出張所
    - 生浜出張所
    - 臨港出張所

  - 花見川消防署　
    - 畑出張所
    - 幕張出張所
    - 作新台出張所

  - 稲毛消防署
    - 西千葉出張所

  - 若葉消防署　
    - 桜木出張所
    - 大宮出張所
    - 都賀出張所
    - 泉出張所
    - 殿台出張所

  - 緑消防署
    - 誉田出張所
    - 土気出張所
    - 越智出張所
    - あすみが丘出張所

  - 美浜消防署
    - 高浜出張所
    - 打瀬出張所

## 主力機械
2019年4月1日現在
- 消防ポンプ自動車：25
- 水槽付消防ポンプ自動車：27
- はしご付消防自動車：7
- 屈折はしご付消防自動車：1
- 大型高所放水車：1
- 泡原液搬送車：2
- 化学消防自動車：5
- 大型化学消防自動車：1
- 高規格救急自動車：32
- 指揮車：9
- 指揮統制車：7
- 救助工作車：5
- 照明電源車：1
- 特別高度工作車：1
- 高発泡排煙車：1
- 特殊災害対応車：1
- 大型除染システム搭載車：1
- 遠距離送水車：1
- 資機材搬送車：6
- 支援車：1
- 燃料補給車：1
- 広報車：1
- 人員輸送車：1
- 呼吸器充填車：1
- 無線中継車：1
- 査察車：5
- 査察防火指導車：7
- 火災原因調査車：1
- 救援車：1
- 消防トレーラー：1
- 一般車：36
- ヘリコプター用電源車：1
- 消防ヘリコプター：2
- 消防艇「まつかぜ」：1

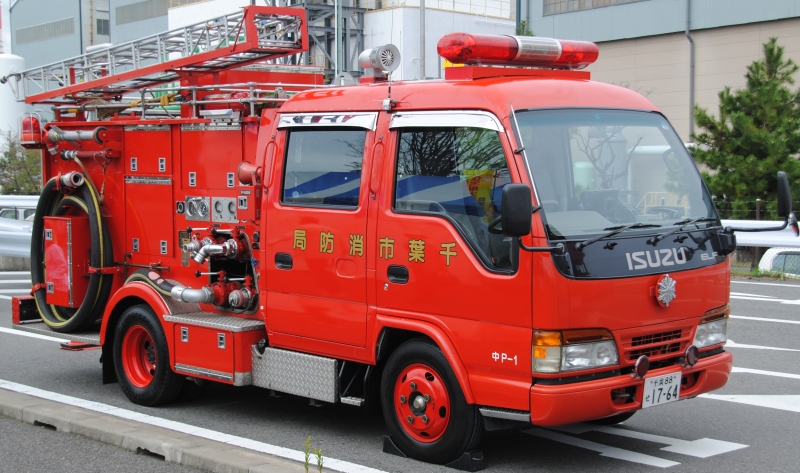
ポンプ車

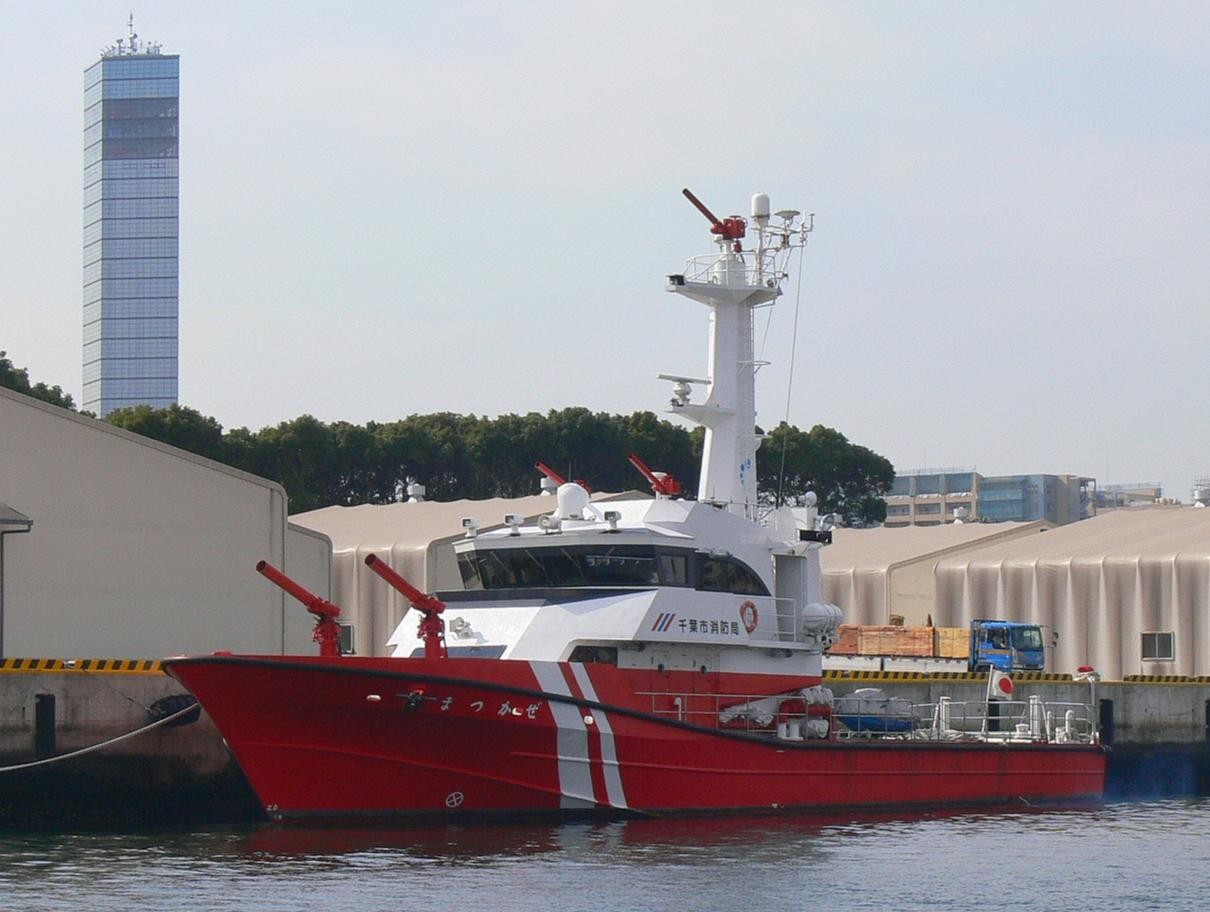
消防艇の「まつかぜ」（千葉港にて2007年撮影）

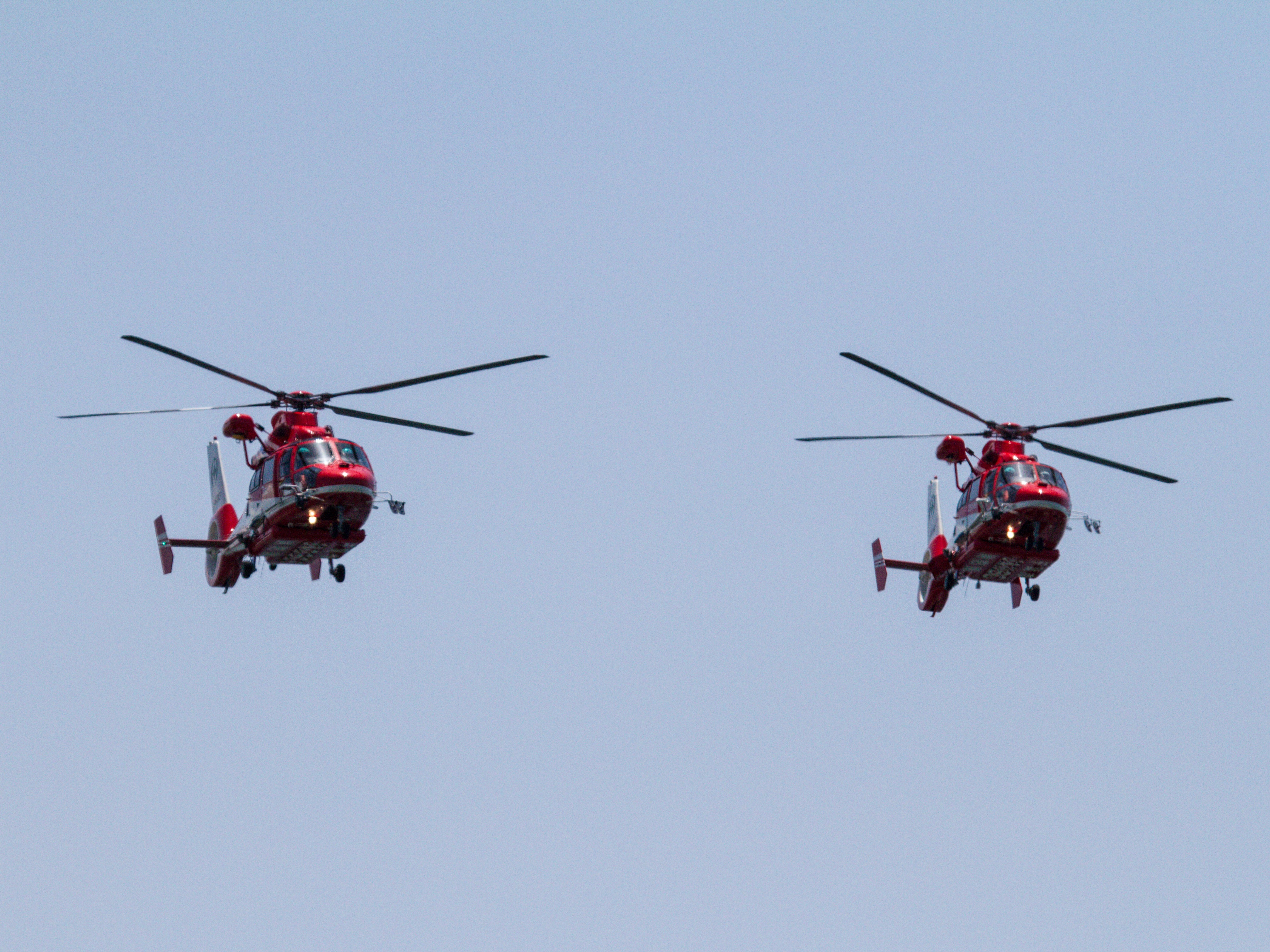
消防ヘリ

【主力機械に関する参考文献：* 千葉市の消防力令和元年消防防災年報】

## 消防署

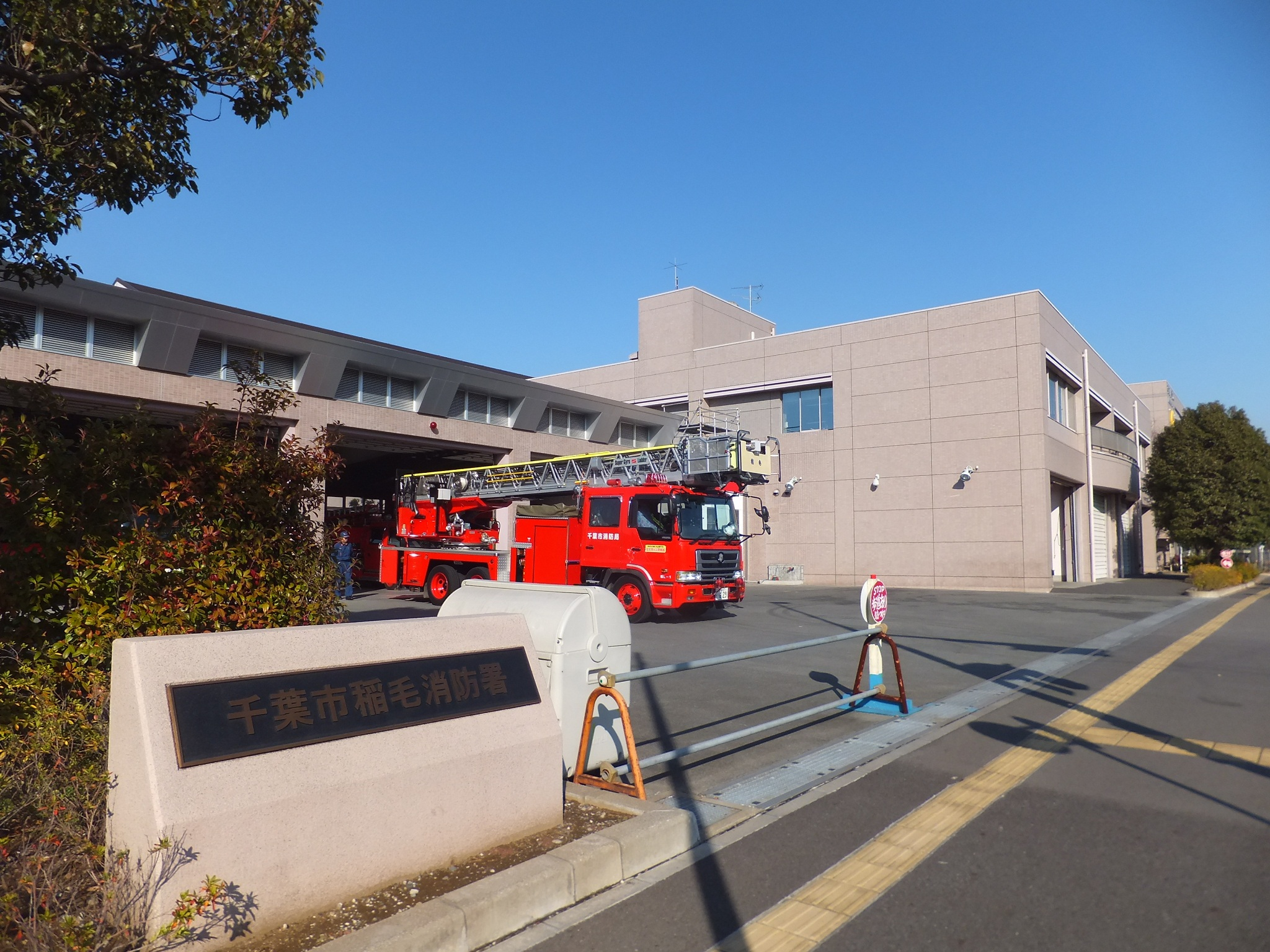
稲毛消防署

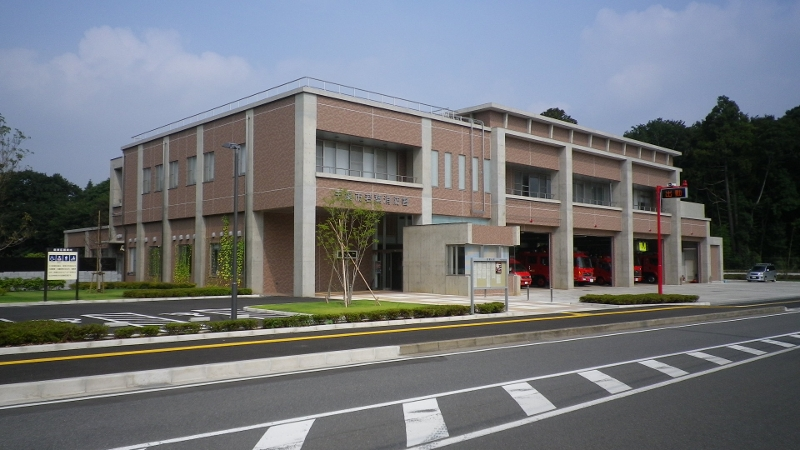
若葉消防署

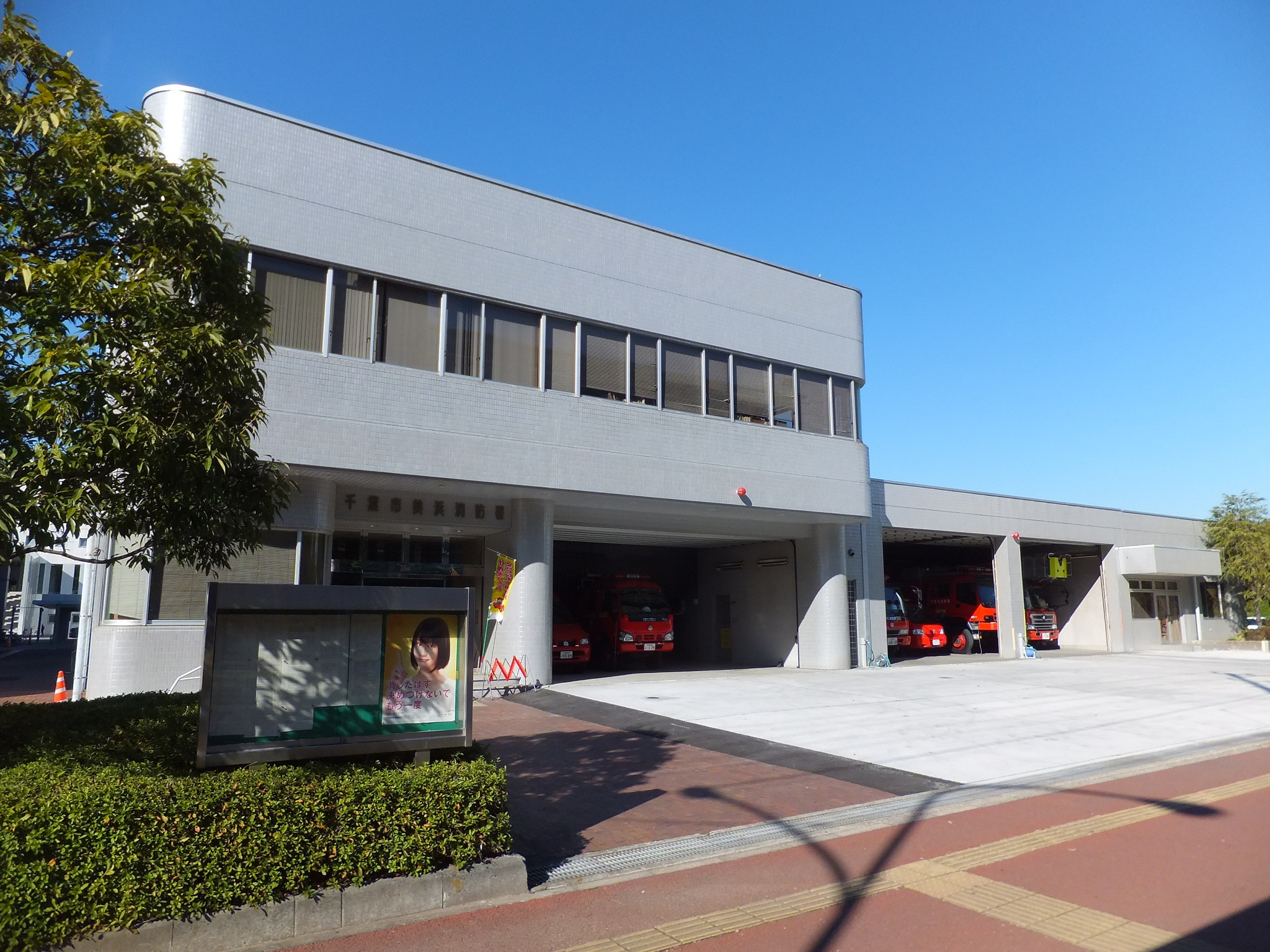
美浜消防署

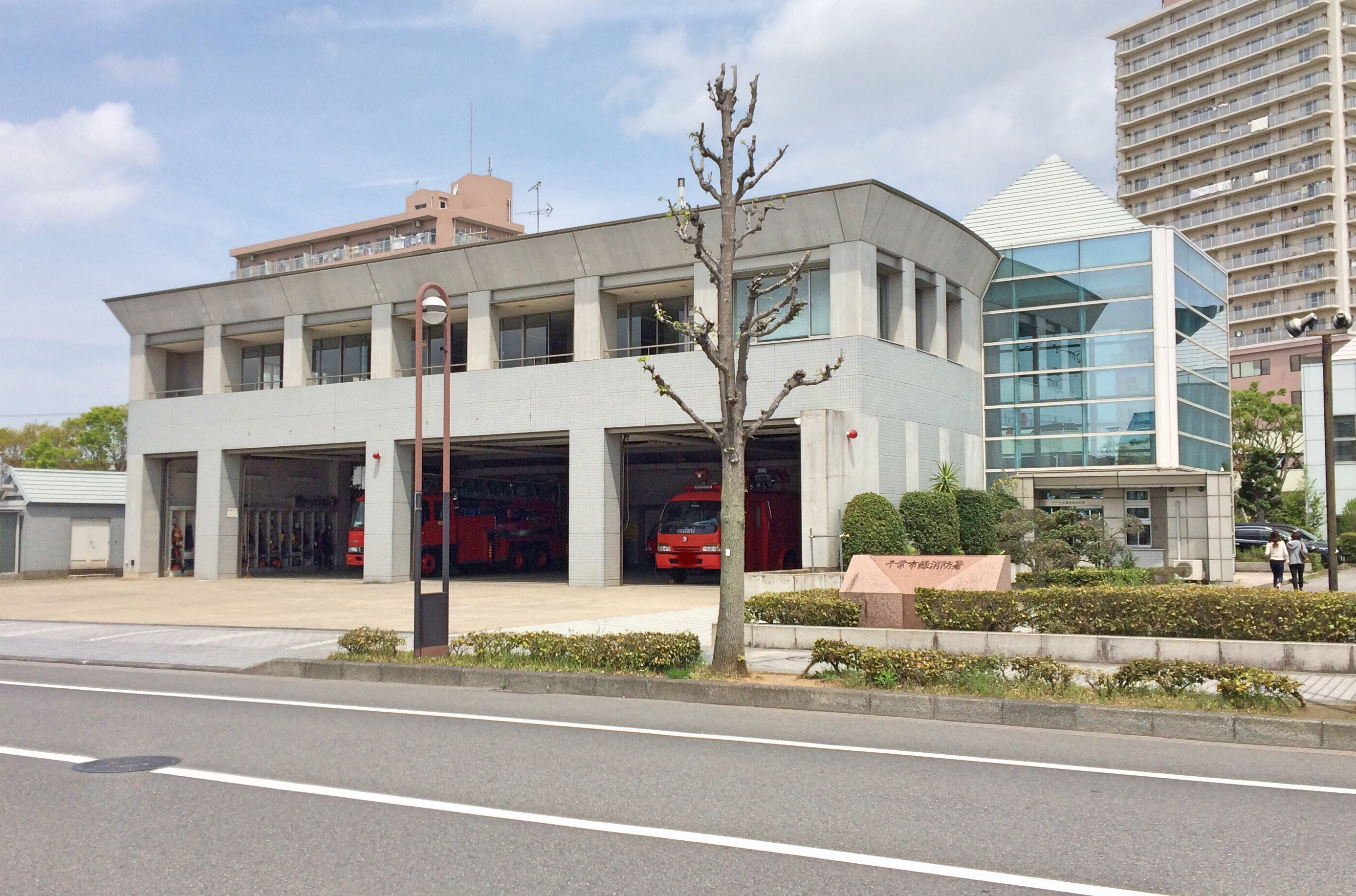
緑消防署

| 消防署       | 住所                | 出張所 |
| ------------ | ------------------- | --- |
| 中央消防署   | 中央区長洲1-2-1     | 蘇我：中央区今井3-30-2 宮崎：中央区宮崎町531 生浜：中央区生実町13 臨港：中央区中央港1-5-1                                 |
| 花見川消防署 | 花見川区犢橋町107-2 | 幕張：花見川区幕張町5-231 畑：花見川区畑町675 作新台：花見川区作新台1-2-1                                                 |
| 稲毛消防署   | 稲毛区穴川4-12-2    | 西千葉：稲毛区緑町1-5-10                                                                                                  |
| 若葉消防署   | 若葉区金親町244-1   | 桜木：若葉区加曽利町1590 大宮：若葉区大宮町3090 都賀：若葉区都賀の台2-20-21 泉：若葉区中田町976-6 殿台：若葉区殿台町436-4 |
| 緑消防署     | 緑区おゆみ野3-15-1  | 誉田：緑区誉田町2-26-1 土気：緑区土気町1299-4 越智：緑区越智町1701-6 あすみが丘：あすみが丘8-19-19                        |
| 美浜消防署   | 美浜区真砂5-15-6    | 高浜：美浜区高浜4-1-5 打瀬：美浜区打瀬1-1                                                                                 |

## 消防学校
- 千葉市消防学校：消防吏員及び消防団員の教育を行う。千葉市消防総合センター内にあり、同センター内には、千葉市消防学校の他、千葉市消防航空隊（消防ヘリ）の基地及び自動車整備工場がある。
  - 住所：千葉県千葉市緑区平川町1513-1

## 不祥事
- 若葉消防署で下記の通り2018年度、2019年度で計6件の不祥事が報道された。
- 2018年9月28日（処分日） - 若葉消防署の男性消防士（25歳）が、2017年12月19日、千葉市中央区で乗用車を運転し駐車場に入るために右折した際、直進してきたミニバイクと衝突、男性（20歳）に右足の骨を折るなど全治約3カ月の重傷を負わせた。6月に自動車の運転により人を死傷させる行為等の処罰に関する法律違反（過失傷害）の罪で千葉簡易裁判所から罰金20万円の略式命令を受けた。消防士は同月、消防局にこの事故の報告書を出した際、速度超過違反4件と違反累積による2017年9月の30日間の免許停止処分が未報告だったことから隠蔽を画策。過去5年間分の運転記録証明書（自動車安全運転センター発行）について、一連の違反が掲載されていた部分を切り貼りして隠し、別の違反1件と同事故を受けた120日間の免停処分のみが載った同証明書の写しを提出した。違反点数と処分内容が合わないことから、証明書を取り直させて発覚。消防局は2018年9月19日から、この消防士の消防車運転を停止している。免許停止処分期間中の消防車運転はなかった。9月28日、消防局は男性消防士を減給10分の1（3ヵ月）の懲戒処分とした。また、管理監督者の同男性署長（57歳）を消防長口頭注意の処分にした[7]。
- 2018年9月28日 - 若葉消防署の男性消防士長（36歳）が、9月28日夜、千葉市中央区の飲食店であった同署の送別会で、集合写真の撮影後に体勢を崩してあおむけになった女性職員の両足首をつかみ、数秒間広げた。女性職員は「痛い」と抗議したが、近くにいた約10人の同僚の男性職員で止めに入ったのは1人のみ。他に女性職員はいなかった。被害に遭った女性職員が翌29日に上司に相談し発覚。若葉消防署は10月5日付で男性消防士長を出張所へ異動させた。11月30日、消防局は同僚の女性職員にセクハラ行為をしたとして、男性消防士長を戒告の懲戒処分にしたと発表した[8]。
- 2018年11月5日 - 若葉消防署の男性消防司令補（21歳）が、2018年11月5日、Twitterで知り合った県内在住の女子高校生（16歳）の性行為を撮影した動画を入手したように装い、「動画をばらまく」などとメッセージを送信して脅迫して自分との性行為などを要求した他、裸の画像を送信させたとされる。当時は勤務時間中だったが、他の職員は男性消防司令補の犯行に気付かなかった。消防局は12月21日、強要などの罪で起訴された男性消防指令捕を懲戒免職処分とした[9][10]。2019年2月22日、千葉地方裁判所は元男性消防司令補に懲役2年・執行猶予4年（求刑懲役2年）の有罪判決を言い渡した[11]。
- 2018年11月30日（処分日） - 若葉消防署の男性消防司令補（40代）が、同僚の女性職員2人に胸のサイズを指摘したり、下着の色を尋ねたりするセクハラ発言をしたとして消防局は男性消防指令捕を消防長訓戒処分とした[12]。
- 2018年12月20日 - 若葉消防署の男性消防司令補（52歳）が、市原市八幡北町三丁目の道路で酒酔い状態で軽乗用車を運転し追突事故を起こした。駆け付けた警察官が酒の臭いに気付き、呼気検査して、飲酒運転していたことが発覚。道路交通法違反（酒酔い運転）の現行犯で千葉県市原警察署に逮捕される[13][10]。
- 2019年9月 - 若葉消防署の男性消防士長（52歳）が、2019年6月ごろから2020年9月までの間、同署出張所で夜間勤務中に1人になったところで、同僚4人の机の引き出しから少なくとも現金計約3万6千円を盗んだ。小銭などが少なくなっていることを不審に思った同僚らが小型カメラ2台を設置したところ、消防士長の犯行が2回写っていたことから発覚した。盗んだ現金はたばこ代やジュース代などに充てていたとされ、1994年ごろから同様の犯行を繰り返していたと説明。消防局は10月31日、男性消防士長を停職6ヵ月の懲戒処分とした。男性消防士長は同日付で依願退職[14]。
- 2019年9月2日 - 中央消防署の男性消防士（26歳）が、軽乗用車を運転し千葉市稲毛区の市道交差点で自転車をはね、男性（40代）の右膝にけがを負わせたまま逃走。友人宅から勤務先の出張所に向かう途中だった。消防局は10月31日、男性消防士を停職6ヵ月の懲戒処分とした。男性消防士は同日付で依願退職[14]。
- 2020年2月5日 - 緑消防署の男性消防司令補（35歳）が、2月5日午前1時半ごろ、同市中央区の駐車場内で、女子大学生（19歳）の車の後部座席に乗り込み、胸などを触るわいせつな行為をした上、現金7千円を奪い、全治4日程度の怪我を負わせた。千葉県警察は3月25日に強盗強制性交容疑で男性消防指令捕を逮捕、千葉地方検察庁は4月13日、強制わいせつ致傷と恐喝の罪で不起訴処分とした。4月28日、消防局は男性消防指令捕を懲戒免職処分とした[15]。